# Campionato europeo delle nazioni 2010-2012 (rugby a 15)
Il Campionato europeo delle nazioni 2010-12 (in francese Championnat d'Europe des nations 2010-12) fu l'8ª edizione del campionato europeo delle nazioni, la 43ª edizione del torneo internazionale organizzato dalla FIRA ‒ Associazione Europea di Rugby e, relativamente alla sua prima divisione, il 40º e 41º campionato europeo di rugby a 15.
Si tenne dal 5 febbraio 2011 al 9 giugno 2012 tra 6 squadre che si affrontarono con la formula del girone unico con gare di andata e ritorno.
La competizione, rispetto alla stagione precedente, fu ristrutturata, e la prima divisione fu rinominata "Divisione 1.A"; la seconda divisione passò anch'essa a sei squadre con il nome di "Divisione 1.B", mentre le divisioni rispettivamente note come 2.B, 3.A, 3.B e 3.C furono rinominate da 2.A a 2.D; la terza divisione divenne unica, fermo restando il titolo di campione europeo conferito alla squadra vincitrice di ogni annualità della divisione 1.A.
Le squadre ultime classificate di ogni divisione compresa tra la 1.A e la 2.D retrocedettero in divisione inferiore; le prime classificate dalla 1.B alla terza avanzarono in quella superiore; fu inoltre stabilito che le penultime della divisione 2.A, 2.B e 2.C spareggiassero contro rispettivamente le seconde delle divisioni 2.B, 2.C e 2.D per mantenere il proprio posto nella divisione di appartenenza.
In aggiunta a ciò, le gare della divisione 1.A furono disputate negli stessi fine settimana del Sei Nazioni (così rinforzando il nome non ufficiale di Sei Nazioni B già dato alla competizione fin dall'istituzione della formula a sei squadre).
Il titolo di campione europeo andò alla Georgia in entrambe le edizioni del biennio; nella classifica combinata 2010-12 la squadra ultima classificata fu l'Ucraina che retrocedette in divisione 1.B per il 2012-14.
Nelle divisioni inferiori, il Belgio fu promosso in 1.A, la Svezia in 1.B, mentre Svizzera, Israele e Cipro, rispettivamente in 2.B, 2.C e 2.D, salirono nella serie superiore; fece il suo ingresso nella rinnovata seconda divisione anche la Bosnia ed Erzegovina, vincitrice della terza.
A prendere il posto della Svezia in 2.A furono i Paesi Bassi retrocessi, mentre invece Armenia e Norvegia scesero dalle divisioni 2.B e 2.C.
Il Lussemburgo scampò alla retrocessione perché l'Armenia si ritirò dalla competizione e, a seguire, non si iscrisse neppure nel biennio successivo a causa dell'insostenibilità economica dei costi d'affiliazione alla FIRA-AER; fu quindi lasciato un posto supplementare libero che il Lussemburgo occupò come primo dei ripescati in seconda divisione.
Nello spareggio tra la quarta della divisione 2.A, Andorra, e la seconda della divisione 2.B, la Croazia, fu quest'ultima a prevalere e a guadagnare l'accesso alla categoria superiore, mentre invece invariate rimasero le posizioni tra la divisione 2.C e 2.D, avendo la Bulgaria, quarta della divisione superiore, battuto 29-26 l'Ungheria; lo spareggio tra la penultima della divisione 2.B e la seconda della 2.C, rispettivamente Slovenia e Danimarca, invece, non ebbe luogo per forfeit della prima, che quindi retrocedette e si scambiò di posizione con la seconda.
Per quanto riguarda invece la terza divisione, che si tenne in due gironi d'andata e ritorno, il primo nell'ottobre 2010 a Zenica, in Bosnia, e il secondo a Bratislava, in Slovacchia, fu la nazionale ex-jugoslava a prevalere, ma l'Azerbaigian non poté prendere parte al girone di ritorno in quanto ebbe problemi a ottenere in tempo utile il visto d'ingresso in Slovacchia.
Infine, l'incontro tra Ucraina e Romania, originariamente in programma a febbraio 2011, fu spostato ad agosto a causa delle proibitive condizioni del tempo in Ucraina che resero impossibile disputare l'incontro alla data inizialmente prevista.
Per tutte le divisioni il sistema di punteggio fu quello dell'Emisfero Sud, vale a dire 4 punti per la vittoria, 2 punti per il pareggio, 0 punti per la sconfitta; un eventuale punto di bonus sia per avere realizzato almeno quattro mete in un incontro e un ulteriore eventuale punto di bonus per la sconfitta con sette o meno punti di scarto.

## Squadre partecipanti
| Divisione 1.A | Divisione 1.B | Divisione 2.A | Divisione 2.B | Divisione 2.C | Divisione 2.D | Divisione 3          |
| ------------- | ------------- | ------------- | ------------- | ------------- | ------------- | -------------------- |
| Georgia       | Belgio        | Croazia       | Andorra       | Austria       | Bulgaria      | Azerbaigian          |
| Portogallo    | Germania      | Lettonia      | Armenia       | Danimarca     | Cipro         | Bosnia ed Erzegovina |
| Romania       | Moldavia      | Lituania      | Serbia        | Israele       | Finlandia     | Slovacchia           |
| Russia        | Paesi Bassi   | Malta         | Slovenia      | Norvegia      | Grecia        |                      |
| Spagna        | Polonia       | Svezia        | Svizzera      | Ungheria      | Lussemburgo   |                      |
| Ucraina       | Rep. Ceca     |               |               |               |               |                      |

## Divisione 1.A

### Stagione 2010-11

#### 1ª giornata
| Arbitro: | Cyril Lafon |

| |      |          |
| Abuseridze Chkhaidze Gugava Kacharava (2) Machkhaneli Natriashvili Samkharadze Urjukashvili Zirakashvili | mt   |          |
| Kvirikashvili (5) L. Malaguradze                                                                         | tr   |          |
| | c.p. | Kosar'ev |

| Arbitro: | Stefano Mancini |

|                       |      |                        |
| Auzqui Gibouin Tudela | mt   | Gresev Janjuškin Kuzin |
| Rouet (3)             | tr   | J. Kušnarëv (2)        |
| Jorajuria             | c.p. | J. Kušnarëv (2) Račkov |

| Arbitro: | David Jones |

|                        |      |                 |
| Aguilar Oliveira Silva | mt   | Cazan Nicolae   |
| Gardener (3)           | tr   | Dumbravă Vlaicu |
| Gardener               | c.p. | Dumbravă        |

#### 2ª giornata
| Arbitro: | Greg Garner |

|                                                                                               |      |  |
| Gugava Kacharava Khamashuridze Kvirikashvili Labadze Natriashvili Urjukashvili Zibzibadze (2) | mt   |  |
| Kvirikashvili (4) L. Malaguradze (2)                                                          | tr   |  |
| Kvirikashvili                                                                                 | c.p. |  |

| Arbitro: | Stéphan Pomarede |

|                 |      |                 |
| Artem'ev (2)    | mt   | Acosta Mesquita |
|                 | tr   | Gardener        |
| J. Kušnarëv (3) | c.p. | Gardener (3)    |

| Arbitro: | Leyton Hodges |

|             |      |                                              |
| Čajka       | mt   | Dimofte Dumitraş Fercu Nicolae Rațiu Surugiu |
| Kosarev     | tr   | Dumbravă (2) Vlaicu (2)                      |
| Kosarev (3) | c.p. | Dumbravă                                     |

#### 3ª giornata
| Arbitro: | JP Doyle |

|                    |      |             |
| Carpo Sîrbu Zebega | mt   |             |
| Vlaicu (3)         | tr   |             |
| Vlaicu (4)         | c.p. | J. Kušnarëv |

| Arbitro: | Claudio Passacantando |

|                     |      |                              |
|                     | mt   | Kacharava                    |
|                     | tr   | L. Malaguradze               |
| Cabral Gardener (3) | c.p. | Kvirikashvili L. Malaguradze |

| Arbitro: | Cammy Rudkin |

|                                  |      |                          |
| Gibouin Heredia Rofes (2) Tudela | mt   | D. Kirsanov Novoreščenov |
| Aubanell (5)                     | tr   |                          |
|                                  | c.p. | Kosarev                  |

#### 4ª giornata
| Arbitro: | David Wilkinson |

|                          |      |            |
| Khamashuridze Maisuradze | mt   | Popârlan   |
| Kvirikashvili            | tr   |            |
| Kvirikashvili (2)        | c.p. | Vlaicu (2) |

| Arbitro: | Éric Gauzins |

|          |      |                                                        |
| Kirsanov | mt   | Artem'ev Fatachov Galinovskij Gračev Ostrouško Šakirov |
|          | tr   | Ključnikov (2) Račkov (3)                              |
|          | c.p. | Račkov                                                 |

| Arbitro: | Mauro Dordolo |

|             |      |          |
| Ayestaran   | mt   | Silveira |
| Heredia     | tr   | Gardener |
| Heredia (6) | c.p. | Gardener |

#### 5ª giornata
| Arbitro: | Patrick Pechambert |

|            |      |                   |
|            | mt   | Bregvadze tecnica |
|            | tr   | Kvirikashvili     |
| Račkov (3) | c.p. | Kvirikashvili     |

| Arbitro: | Dudley Philips |

|                                                |      |                                 |
| Aguilar Alves Bardy Esteves Leal le Roux Silva | mt   | Kirsanov J. Malaguradze Mišynov |
| Cabral (2) Gardener (2)                        | tr   | Kosarev (3)                     |
| Gardener                                       | c.p. | Kosariev                        |

| Arbitro: | Johann v.d. Merwe |

|                                                              |      |           |
| Calafeteanu (2) Dumitraș (2) Fercu Gal Ianuș Lemnaru Ursache | mt   | Delgado   |
| Dumbravă (4) Vlaicu (4)                                      | tr   |           |
| Dumbravă                                                     | c.p. | Jorajuria |

##### Classifica stagione 2010-11
|  | Classifica | G | V | N | P | PF  | PS  | P±   | B | PT |
|  | ---------- | - | - | - | - | --- | --- | ---- | - | -- |
|  | Georgia    | 5 | 5 | 0 | 0 | 168 | 35  | +133 | 2 | 22 |
|  | Romania    | 5 | 3 | 0 | 2 | 166 | 69  | +97  | 4 | 16 |
|  | Portogallo | 5 | 3 | 0 | 2 | 113 | 98  | +15  | 2 | 14 |
|  | Russia     | 5 | 2 | 0 | 3 | 100 | 98  | +2   | 3 | 11 |
|  | Spagna     | 5 | 2 | 0 | 3 | 92  | 175 | -83  | 2 | 10 |
|  | Ucraina    | 5 | 0 | 0 | 5 | 61  | 225 | -164 | 0 | 0  |

### Stagione 2011-12

#### 1ª giornata
| Arbitro: | Leo Colgan |

|                    |      |         |
| Lemnaru A. Ursache | mt   | Aguilar |
| Vlaicu             | tr   | Leal    |
| Vlaicu             | c.p. |         |

| Arbitro: | Ian Davies |

|                               |      |                           |
| Gardener Mesquita (2) Spachuk | mt   | Ostrouško (2) Simplikevič |
| Ricardo (3)                   | tr   | J. Kušnarëv (3)           |
| Ricardo                       | c.p. | Kušnarëv Rjabov (3)       |
| Ricardo                       | drop |                           |

| Arbitro: | David Wilkinson |

|                       |      |                                 |
| Sempere (2) Visensang | mt   | Basilaia Chilachava Machkhaneli |
| Peluchon (2)          | tr   |                                 |
| Peluchon (2)          | c.p. | Kvirikashvili                   |

#### 2ª giornata
| Arbitro: | Marius Mitrea |

|                                          |      |         |
| Belkania Kubriashvili Sharikadze Shkinin | mt   | Bardy   |
| Kvirikashvili (3)                        | tr   | Ricardo |
| Kvirikashvili (2)                        | c.p. |         |

| Arbitro: | Cédric Marchat |

|  |      |                             |
|  | mt   | Apostol Carpo Petre tecnica |
|  | tr   | Vlaicu                      |
|  | c.p. | Calafeteanu                 |

| Arbitro: | Rhys Thomas |

|         |      |                           |
|         | mt   | Sempere (3) Visensang (2) |
|         | tr   | Peluchon (5)              |
| Kosarev | c.p. | Peluchon (2)              |

#### 3ª giornata
| Arbitro: | V. Iordachescu |

|                                          |      |                            |
| Antonov Babaev Otrokov Simplikevič Titov | mt   | Kosarev Kramarenko Lomakin |
| Kušnarëv Rjabov (4)                      | tr   | Kosarev (2)                |
| Rjabov                                   | c.p. |                            |

| Arbitro: | JP Doyle |

|                 |      |                   |
| Carpo           | mt   | Kacharava         |
| Vlaicu          | tr   | Kvirikashvili     |
| Calafeteanu (2) | c.p. | Kvirikashvili (4) |

| Arbitro: | Claudio Passacantando |

|               |      |              |
| Murray Tadjer | mt   | Auzqui       |
| Leal (2)      | tr   |              |
| Leal (3)      | c.p. | Peluchon (4) |

#### 4ª giornata
| Arbitro: | Mathieu Raynal |

|                                                            |      |  |
| Abuseridze Chkhaidze Datunashvili Gorgodze Machkhaneli (2) | mt   |  |
| Kvirikashvili (5)                                          | tr   |  |
| Kvirikashvili (2)                                          | c.p. |  |

| Arbitro: | Laurent Cardona |

|                                                 |      |                    |
| J. Malaguradze Monastyrov Ponomarenko Cerkovnyj | mt   | Aguilar (2) G. Uva |
| Kosariev (3)                                    | tr   | Penha Ricardo (2)  |
| Kosarev (3)                                     | c.p. | Ricardo (4)        |

| Arbitro: | Cammy Rudkin |

|          |      |                 |
| Rolls    | mt   |                 |
| Aubanell | tr   |                 |
| Peluchon | c.p. | Calafeteanu (4) |
| Peluchon | drop |                 |

#### 5ª giornata
| Arbitro: | Jérôme Lamirand |

|                                                                            |    |  |
| Căpățână Dănilă Gal Gorcioaia Lemnaru Macovei (2) Niacsu Roșca (2) tecnica | mt |  |
| Calafeteanu (5) Vlaicu (3)                                                 | tr |  |

| Arbitro: | Tim Wigglesworth |

|                                |      |                            |
| Antonov Artem'ev (2) Ostrouško | mt   | Ascarat (2) Blanco Labadie |
| J. Kušnarëv (3)                | tr   | Peluchon (4)               |
| J. Kušnarëv (5)                | c.p. | Peluchon (3)               |

| Arbitro: | Stefano Mancini |

|                                              |      |               |
| Machkhaneli (2) V. Maisuradze (2) Sharikadze | mt   |               |
| Kiasashvili (4)                              | tr   |               |
|                                              | c.p. | Krasnodemskjy |

##### Classifica stagione 2011-12
|  | Classifica | G | V | N | P | PF  | PS  | P±   | B | PT |
|  | ---------- | - | - | - | - | --- | --- | ---- | - | -- |
|  | Georgia    | 5 | 4 | 0 | 1 | 148 | 48  | +100 | 4 | 20 |
|  | Spagna     | 5 | 3 | 0 | 2 | 133 | 100 | +33  | 4 | 16 |
|  | Romania    | 5 | 3 | 0 | 2 | 136 | 39  | +97  | 4 | 16 |
|  | Russia     | 5 | 3 | 0 | 2 | 112 | 159 | −47  | 2 | 14 |
|  | Portogallo | 5 | 1 | 0 | 4 | 102 | 132 | −30  | 3 | 7  |
|  | Ucraina    | 5 | 1 | 0 | 4 | 63  | 216 | −153 | 1 | 5  |

### Classifica combinata 2010-12
|               | Classifica | G  | V | N | P | PF  | PS  | P±   | B | PT |
| ------------- | ---------- | -- | - | - | - | --- | --- | ---- | - | -- |
|               | Georgia    | 10 | 9 | 0 | 1 | 316 | 83  | +233 | 6 | 42 |
|               | Romania    | 10 | 6 | 0 | 4 | 302 | 118 | +184 | 8 | 32 |
|               | Spagna     | 10 | 5 | 0 | 5 | 225 | 275 | −50  | 6 | 26 |
|               | Russia     | 10 | 5 | 0 | 5 | 212 | 257 | −45  | 5 | 25 |
|               | Portogallo | 10 | 4 | 0 | 6 | 215 | 230 | −15  | 5 | 21 |
| Retrocessione | Ucraina    | 10 | 1 | 0 | 9 | 124 | 442 | −318 | 1 | 5  |

## Divisione 1.B
| Data       | Incontro                | Risultato | Sede              |
| ---------- | ----------------------- | --------- | ----------------- |
| 9-10-2010  | Rep. Ceca ― Polonia     | 20–15     | Praga             |
| 13-11-2010 | Polonia ― Moldavia      | 25–36     | Gdynia            |
| 13-11-2010 | Rep. Ceca ― Belgio      | 12–24     | Praga             |
| 20-11-2010 | Germania ― Polonia      | 17–22     | Francoforte s. M. |
| 20-11-2010 | Paesi Bassi ― Rep. Ceca | 13–25     | Amsterdam         |
| 27-11-2010 | Paesi Bassi ― Germania  | 10–29     | Amsterdam         |
| 12-1-2011  | Belgio ― Moldavia       | 20–5      | Bruxelles         |
| 12-3-2011  | Germania ― Rep. Ceca    | 23–29     | Heidelberg        |
| 12-3-2011  | Polonia ― Belgio        | 28–21     | Gdynia            |
| 19-3-2011  | Belgio ― Germania       | 28–25     | Bruxelles         |
| 19-3-2011  | Moldavia ― Rep. Ceca    | 24–16     | Chișinău          |
| 2-4-2011   | Moldavia ― Germania     | 28–15     | Chișinău          |
| 16-4-2011  | Polonia ― Paesi Bassi   | 32–18     | Cracovia          |
| 23-4-2011  | Paesi Bassi ― Belgio    | 18–30     | Amsterdam         |
| 30-4-2011  | Moldavia ― Paesi Bassi  | 22–15     | Chișinău          |
| 15-10-2011 | Polonia ― Rep. Ceca     | 20–13     | Nowy Sącz         |
| 5-11-2011  | Belgio ― Rep. Ceca      | 55–0      | Bruxelles         |
| 12-11-2011 | Germania ― Paesi Bassi  | 23–7      | Hannover          |
| 12-11-2011 | Moldavia ― Polonia      | 17–17     | Chișinău          |
| 19-11-2011 | Polonia ― Germania      | 34–8      | Danzica           |
| 19-11-2011 | Rep. Ceca ― Paesi Bassi | 22–10     | Praga             |
| 26-11-2011 | Rep. Ceca ― Moldavia    | 6–13      | Praga             |
| 25-2-2012  | Belgio ― Paesi Bassi    | 58–3      | Bruxelles         |
| 10-3-2012  | Moldavia ― Belgio       | 16–17     | Chișinău          |
| 10-3-2012  | Rep. Ceca ― Germania    | 17–20     | Praga             |
| 17-3-2012  | Germania ― Belgio       | 29–30     | Heusenstamm       |
| 24-3-2012  | Germania ― Moldavia     | 40–7      | Heidelberg        |
| 7-4-2012   | Belgio ― Polonia        | 20–13     | Bruxelles         |
| 7-4-2012   | Paesi Bassi ― Moldavia  | 40–26     | Amsterdam         |
| 21-4-2012  | Paesi Bassi ― Polonia   | 19–32     | Amsterdam         |

|               | Classifica  | G  | V | N | P | PF  | PS  | P±   | B | PT |
| ------------- | ----------- | -- | - | - | - | --- | --- | ---- | - | -- |
|               | Belgio      | 10 | 9 | 0 | 1 | 303 | 149 | +154 | 3 | 39 |
|               | Polonia     | 10 | 6 | 1 | 3 | 238 | 189 | +49  | 5 | 31 |
|               | Moldavia    | 10 | 5 | 1 | 4 | 194 | 211 | −17  | 4 | 26 |
|               | Germania    | 10 | 4 | 0 | 6 | 229 | 212 | +17  | 6 | 22 |
|               | Rep. Ceca   | 10 | 4 | 0 | 6 | 160 | 217 | −57  | 4 | 20 |
| Retrocessione | Paesi Bassi | 10 | 1 | 0 | 9 | 153 | 299 | −146 | 2 | 6  |

## 2ª divisione

### Divisione 2.A
| Data       | Incontro            | Risultato | Sede        |
| ---------- | ------------------- | --------- | ----------- |
| 24-10-2010 | Croazia ― Svezia    | 13–32     | Spalato     |
| 30-10-2010 | Lettonia ― Croazia  | 12–14     | Riga        |
| 30-10-2010 | Lituania ― Malta    | 9–6       | Šiauliai    |
| 6-11-2010  | Malta ― Lettonia    | 26–33     | Paola       |
| 6-11-2010  | Svezia ― Lituania   | 26–22     | Trelleborg  |
| 30-4-2011  | Lituania ― Lettonia | 57–3      | Kaunas      |
| 30-4-2011  | Malta ― Croazia     | 21–14     | Paola       |
| 7-5-2011   | Croazia ― Lituania  | 5–10      | Spalato     |
| 7-5-2011   | Svezia ― Malta      | 24–13     | Enköping    |
| 14-5-2011  | Lettonia ― Svezia   | 29–54     | Riga        |
| 22-10-2011 | Lituania ― Svezia   | 30–30     | Kaunas      |
| 29-10-2011 | Lettonia ― Malta    | 0–28      | Riga        |
| 29-10-2011 | Svezia ― Croazia    | 24–18     | Enköping    |
| 5-11-2011  | Malta ― Lituania    | 14–10     | La Valletta |
| 5-11-2011  | Croazia ― Lettonia  | 34–8      | Spalato     |
| 21-4-2012  | Malta ― Svezia      | 22–14     | La Valletta |
| 28-4-2012  | Lettonia ― Lituania | 8–48      | Riga        |
| 28-4-2012  | Croazia ― Malta     | 31–16     | Zagabria    |
| 5-5-2012   | Svezia ― Lettonia   | 31–3      | Enköping    |
| 5-5-2012   | Lituania ― Croazia  | 28–26     | Vilna       |

|               | Classifica | G | V | N | P | PF  | PS  | P±   | B | PT |
| ------------- | ---------- | - | - | - | - | --- | --- | ---- | - | -- |
|               | Svezia     | 8 | 6 | 1 | 1 | 235 | 150 | +85  | 3 | 29 |
|               | Lituania   | 8 | 5 | 1 | 2 | 233 | 125 | +108 | 7 | 29 |
|               | Malta      | 8 | 4 | 0 | 4 | 146 | 135 | +11  | 4 | 20 |
|               | Croazia    | 8 | 3 | 0 | 5 | 162 | 170 | -8   | 4 | 16 |
| Retrocessione | Lettonia   | 8 | 1 | 0 | 7 | 96  | 292 | -196 | 3 | 7  |

### Divisione 2.B
| Data       | Incontro            | Risultato | Sede     |
| ---------- | ------------------- | --------- | -------- |
| 2-10-2010  | Svizzera ― Armenia  | 25-0      | Forfeit  |
| 9-10-2010  | Andorra ― Slovenia  | 22–7      | Andorra  |
| 23-10-2010 | Slovenia ― Serbia   | 33–3      | Lubiana  |
| 13-11-2010 | Armenia ― Andorra   | 25-0      | Forfeit  |
| 20-11-2010 | Serbia ― Svizzera   | 18–15     | Belgrado |
| 19-2-2011  | Andorra ― Serbia    | 42–25     | Andorra  |
| 19-3-2011  | Svizzera ― Andorra  | 21–9      | Nyon     |
| 30-4-2011  | Slovenia ― Svizzera | 10–33     | Lubiana  |
| 7-5-2011   | Serbia ― Armenia    | 25-0      | Forfeit  |
| 28-5-2011  | Armenia ― Slovenia  | 0-25      | Forfeit  |
| 29-10-2011 | Serbia ― Slovenia   | 52–0      | Belgrado |
| 12-11-2011 | Svizzera ― Serbia   | 27–19     | Monthey  |
| 12-11-2011 | Slovenia ― Andorra  | 6–15      | Lubiana  |
| 26-11-2011 | Andorra ― Svizzera  | 21–22     | Andorra  |
| 17-3-2012  | Svizzera ― Slovenia | 85–0      | Nyon     |
| 7-4-2012   | Andorra ― Armenia   | 25-0      | Forfeit  |
| 14-4-2012  | Armenia ― Svizzera  | 0-25      | Forfeit  |
| 14-4-2012  | Serbia ― Andorra    | 7–9       | Belgrado |
| 28-4-2012  | Armenia ― Serbia    | 0-25      | Forfeit  |
| 12-5-2012  | Slovenia ― Armenia  | 25-0      | Forfeit  |

|               | Classifica | G | V | N | P | PF  | PS  | P±   | B | PT |
| ------------- | ---------- | - | - | - | - | --- | --- | ---- | - | -- |
|               | Svizzera   | 8 | 7 | 0 | 1 | 253 | 77  | +176 | 6 | 34 |
|               | Andorra    | 8 | 6 | 0 | 2 | 168 | 88  | +80  | 5 | 29 |
|               | Serbia     | 8 | 4 | 0 | 4 | 174 | 126 | +48  | 4 | 20 |
| Retrocessione | Slovenia   | 8 | 3 | 0 | 5 | 106 | 210 | -104 | 2 | 14 |
| Retrocessione | Armenia    | 8 | 0 | 0 | 8 | 0   | 200 | -200 | 0 | 0  |

### Divisione 2.C
| Data       | Incontro             | Risultato | Sede      |
| ---------- | -------------------- | --------- | --------- |
| 16-10-2010 | Ungheria ― Austria   | 22–16     | Budapest  |
| 16-10-2010 | Norvegia ― Danimarca | 14–14     | Oslo      |
| 30-10-2010 | Israele ― Ungheria   | 23–14     | Netanya   |
| 6-11-2010  | Danimarca ― Ungheria | 21–20     | Odense    |
| 6-11-2010  | Austria ― Norvegia   | 15–9      | Vienna    |
| 9-4-2011   | Israele ― Austria    | 20–11     | Netanya   |
| 7-5-2011   | Danimarca ― Israele  | 27–19     | Odense    |
| 14-5-2011  | Austria ― Danimarca  | 23–16     | Vienna    |
| 14-5-2011  | Norvegia ― Israele   | 3–15      | Oslo      |
| 4-6-2011   | Ungheria ― Norvegia  | 21–5      | Budapest  |
| 15-10-2011 | Danimarca ― Norvegia | 28–5      | Odense    |
| 22-10-2011 | Austria ― Israele    | 26–28     | Vienna    |
| 29-10-2011 | Ungheria ― Danimarca | 13–21     | Esztergom |
| 29-10-2011 | Israele ― Norvegia   | 22–11     | Netanya   |
| 5-11-2011  | Austria ― Ungheria   | 38–7      | Vienna    |
| 21-4-2012  | Ungheria ― Israele   | 5–44      | Esztergom |
| 21-4-2012  | Danimarca ― Austria  | 28–22     | Odense    |
| 5-5-2012   | Norvegia ― Austria   | 11–6      | Oslo      |
| 19-5-2012  | Norvegia ― Ungheria  | 14-28     | Oslo      |
| 2-6-2012   | Israele ― Danimarca  | 15-0      | Netanya   |

|               | Classifica | G | V | N | P | PF  | PS  | P±  | B | PT |
| ------------- | ---------- | - | - | - | - | --- | --- | --- | - | -- |
|               | Israele    | 8 | 7 | 0 | 1 | 186 | 97  | +89 | 2 | 30 |
|               | Danimarca  | 8 | 5 | 1 | 2 | 155 | 131 | +24 | 1 | 23 |
|               | Austria    | 8 | 3 | 0 | 5 | 157 | 141 | +16 | 5 | 17 |
|               | Ungheria   | 8 | 3 | 0 | 5 | 130 | 182 | -52 | 2 | 14 |
| Retrocessione | Norvegia   | 8 | 1 | 1 | 6 | 72  | 149 | -77 | 1 | 7  |

### Divisione 2.D
| Data       | Incontro                | Risultato | Sede        |
| ---------- | ----------------------- | --------- | ----------- |
| 15-10-2010 | Finlandia ― Lussemburgo | 10–18     | Jyväskylä   |
| 5-11-2010  | Bulgaria ― Grecia       | 25–22     | Pernik      |
| 13-11-2010 | Lussemburgo ― Bulgaria  | 8–18      | Lussemburgo |
| 20-11-2010 | Grecia ― Cipro          | 13–33     | Atene       |
| 12-3-2011  | Cipro ― Bulgaria        | 55–8      | Pafo        |
| 26-3-2011  | Cipro ― Finlandia       | 70–10     | Pafo        |
| 2-4-2011   | Grecia ― Lussemburgo    | 30–18     | Atene       |
| 7-5-2011   | Lussemburgo ― Cipro     | 0–50      | Lussemburgo |
| 14-5-2011  | Bulgaria ― Finlandia    | 12–10     | Pernik      |
| 11-6-2011  | Finlandia ― Grecia      | 11–7      | Helsinki    |
| 8-10-2011  | Cipro ― Lussemburgo     | 48–7      | Pafo        |
| 22-10-2011 | Bulgaria ― Lussemburgo  | 19–16     | Pernik      |
| 5-11-2011  | Grecia ― Bulgaria       | 47–7      | Salonicco   |
| 12-11-2011 | Grecia ― Finlandia      | 16–6      | Atene       |
| 21-4-2012  | Lussemburgo ― Finlandia | 26–3      | Lussemburgo |
| 28-4-2012  | Bulgaria ― Cipro        | 3–94      | Pernik      |
| 5-5-2012   | Lussemburgo ― Grecia    | 15–8      | Lussemburgo |
| 26-5-2012  | Cipro ― Grecia          | 72–5      | Pafo        |
| 26-5-2012  | Finlandia ― Bulgaria    | 24–26     | Turku       |
| 9-6-2012   | Finlandia ― Cipro       | 5–52      | Helsinki    |

|  | Classifica  | G | V | N | P | PF  | PS  | P±   | B | PT |
|  | ----------- | - | - | - | - | --- | --- | ---- | - | -- |
|  | Cipro       | 4 | 4 | 0 | 0 | 208 | 31  | +177 | 4 | 20 |
|  | Bulgaria    | 4 | 3 | 0 | 1 | 63  | 95  | -32  | 0 | 12 |
|  | Grecia      | 4 | 1 | 0 | 3 | 72  | 87  | -15  | 3 | 7  |
|  | Finlandia   | 4 | 1 | 0 | 3 | 41  | 107 | -66  | 1 | 5  |
|  | Lussemburgo | 4 | 1 | 0 | 3 | 44  | 108 | -64  | 0 | 4  |

## Spareggi

### Spareggio divisione 2.A - 2.B
| Arbitro: | David Rosich |

|            |      |                                                                       |
| Gispert 2’ | mt   | 25’, 66’ Draženović 41’, 58’ Ivančić 15’ Bunić 35’ Ursić 80’ Grubišić |
|            | tr   | 41’, 58’ Ivančić 80’ Gomuzak                                          |
| Abello 39’ | c.p. | 54’ Ivančić                                                           |

### Spareggio divisione 2.C - 2.D
| Arbitro: | Giuseppe Vivarini |

|                                             |      |                                                  |
| I. Ivanov 55’, 80’ P. Nikolov 51’ Radin 53’ | mt   | 29’ Odor 36’ Heckel 44’ Teissenhoffer 77’ Bardos |
| Debrenliev 51’, 53’, 55’                    | tr   | 36’, 77’ Collet 44’ Teissenhoffer                |
| Debrenliev 17’                              | c.p. |                                                  |

## 3ª divisione
| Data       | Incontro                           | Risultato | Sede       |
| ---------- | ---------------------------------- | --------- | ---------- |
| 25-10-2010 | Bosnia ed Erzegovina ― Slovacchia  | 45-21     | Zenica     |
| 27-10-2010 | Slovacchia ― Azerbaigian           | 25-5      | Zenica     |
| 30-10-2010 | Bosnia ed Erzegovina ― Azerbaigian | 38-10     | Zenica     |
| 9-10-2011  | Slovacchia ― Azerbaigian           | n/d       | Forfeit    |
| 12-10-2011 | Bosnia ed Erzegovina ― Azerbaigian | n/d       | Forfeit    |
| 15-10-2011 | Slovacchia ― Bosnia ed Erzegovina  | 15-48     | Bratislava |

|  | Classifica           | G | V | N | P | PF  | PS | P±  | B | PT |
|  | -------------------- | - | - | - | - | --- | -- | --- | - | -- |
|  | Bosnia ed Erzegovina | 3 | 3 | 0 | 0 | 131 | 53 | 78  | 3 | 15 |
|  | Slovacchia           | 3 | 1 | 0 | 2 | 61  | 98 | -37 | 1 | 5  |
|  | Azerbaigian          | 2 | 0 | 0 | 2 | 22  | 63 | -41 | 0 | 0  |